# Lesbian Vampire Killers
Lesbian Vampire Killers is een Britse horror-komediefilm uit 2009. Het verhaal is zeer losjes geïnspireerd op de Ierse gothic novel Carmilla van Sheridan Le Fanu.

## Plot
De film speelt zich af in het dorp Cragwich (afgeleid van het dorp Cranwich) in Norfolk. In het verleden heeft vampierkoningin Carmilla een vloek uitgesproken waardoor alle vrouwen op hun achttiende verjaardag worden wedergeboren als lesbische vampiers.
Twee jongens, Fletch en Jimmy, besluiten in de omgeving een wandelvakantie te houden. Hier treffen zij vier mooie studentes, waarmee ze een huisje delen. De studentes vallen een voor een ten prooi aan Carmilla's vloek, maar de twee jongens trekken samen met een vicaris ten strijde tegen Carmilla.

## Rolverdeling
- James Corden als Fletch
- Mathew Horne als Jimmy
- Paul McGann als de vicaris
- Emer Kenny als Rebecca (de dochter van de vicaris)
- Lucy Gaskell als Judi
- Louise Dylan als Anke
- Ashley Mulheron als Trudi
- Tiffany Mulheron als Heidi
- Vera Filatova als Eva
- Silvia Colloca als Carmilla
- MyAnna Buring als Lotte
- Emma Clifford als Ms. Rossi
- Margarita Hall als Daughter of darkness

## Trivia
- De film werd opgenomen rond Cranwich, wat in de film veranderd werd in Cragwich.